# 德梅特里斯·克里斯托菲
德梅特里斯·克里斯托菲（希臘語：Δημήτρης Χριστοφή；1988年9月28日—）是一位塞浦路斯足球運動員。在場上的位置是邊鋒或前鋒。他現在效力於瑞士足球超級聯賽球隊錫永足球俱樂部。他也代表塞浦路斯國家足球隊參賽。